# Pałac Taschenberg
Pałac Taschenberg (niem. Taschenbergpalais), także Hotel Taschenbergpalais Kempinski Dresden – barokowy pałac, znajdujący się w Dreźnie, w dzielnicy Innere Altstadt. Od 1995 roku jest siedzibą hotelu, należącego do firmy Kempinski.

## Historia

### Budowa i użytkowanie

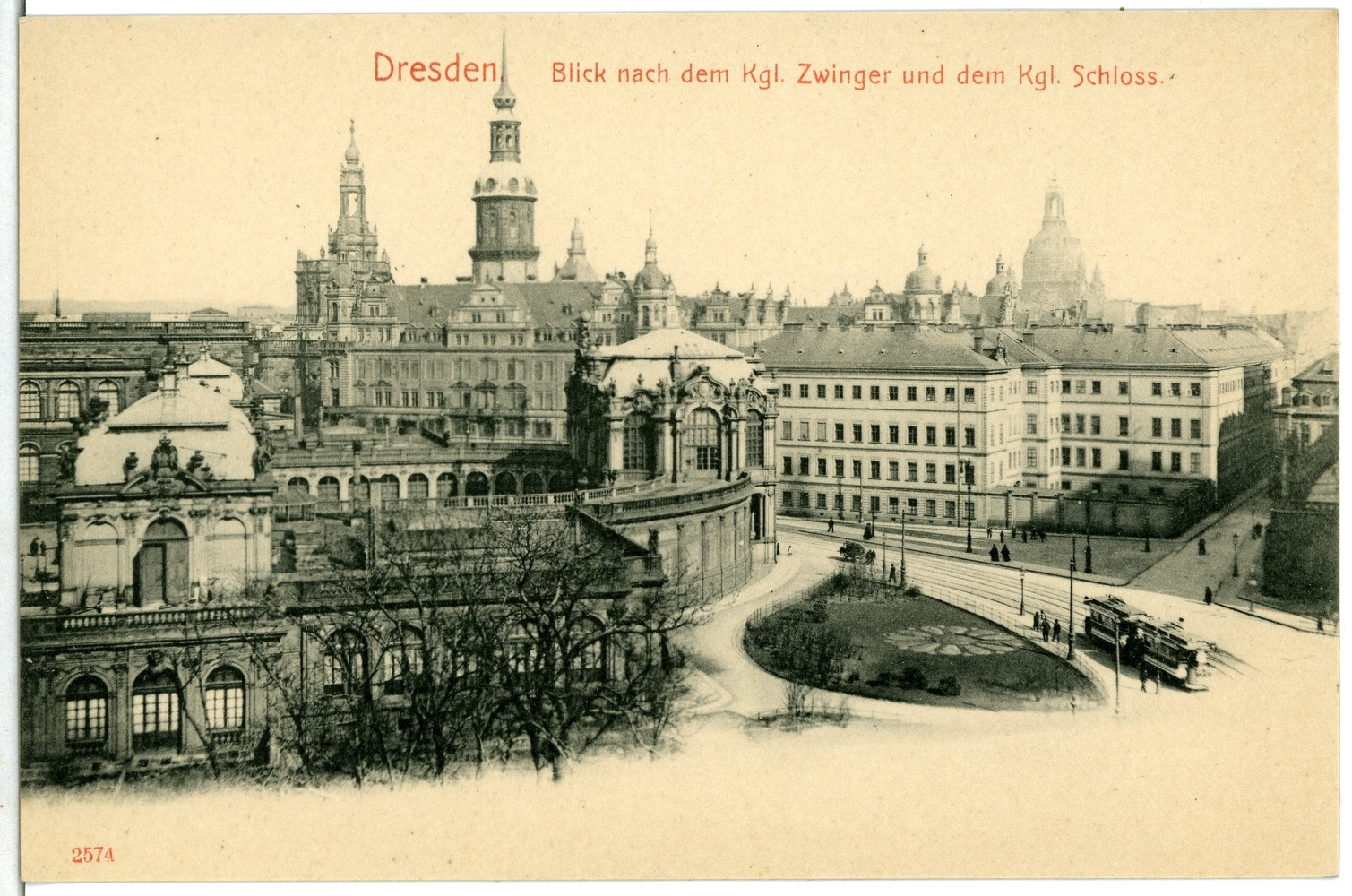
Pałac Taschenberg na pocztówce z 1902 roku

Pałac został wybudowany w stylu barokowym w latach 1705–1708 według projektu architekta Matthäusa Daniela Pöppelmanna. Budynek, będący pierwszą dużą realizacją Pöppelmanna na terenie Drezna, powstał na zlecenie saskiego elektora Fryderyka Augusta I (jednocześnie króla Polski pod imieniem August II Mocny) jako rezydencja dla jego metresy, hrabiny Anny Konstancji Cosel. Ze względu na orientalny wystrój wnętrz pałac pierwotnie był nazywany Domem Tureckim (niem. Türkisches Haus). Posiadał trzy piętra i przestrzeń mieszkalną, mająca kilkaset metrów kwadratowych powierzchni. Hrabina Cosel mieszkała w nim do 1717 roku, kiedy to popadła w niełaskę rodziny monarszej, po czym rok później budynek został rezydencją rodziny dziedzicznych książąt Elektoratu Saksonii – wtedy to jego wnętrza zostały przeprojektowane przez Raymonda Leplata. W późniejszych latach gmach nazywano Pałacem Taschenberg (niem.Taschenbergpalais). Nazwa ta pochodziła od niewielkiego wzgórza Taschenberg nad brzegiem Łaby, na którym wznosił się zamek drezdeński. Upowszechniła się również druga nazwa budynku: Pałac Następcy Tronu (niem. Kurprinzliches Palais). W 1756 roku pałac rozbudowano o skrzydło zachodnie, zaprojektowane przez Juliusa Heinricha Schwarzego, z kolei w 1763 roku powstało skrzydło wschodnie budynku, zbudowane według projektu Christiana Friedricha Exnera.

### Zniszczenie i odbudowa

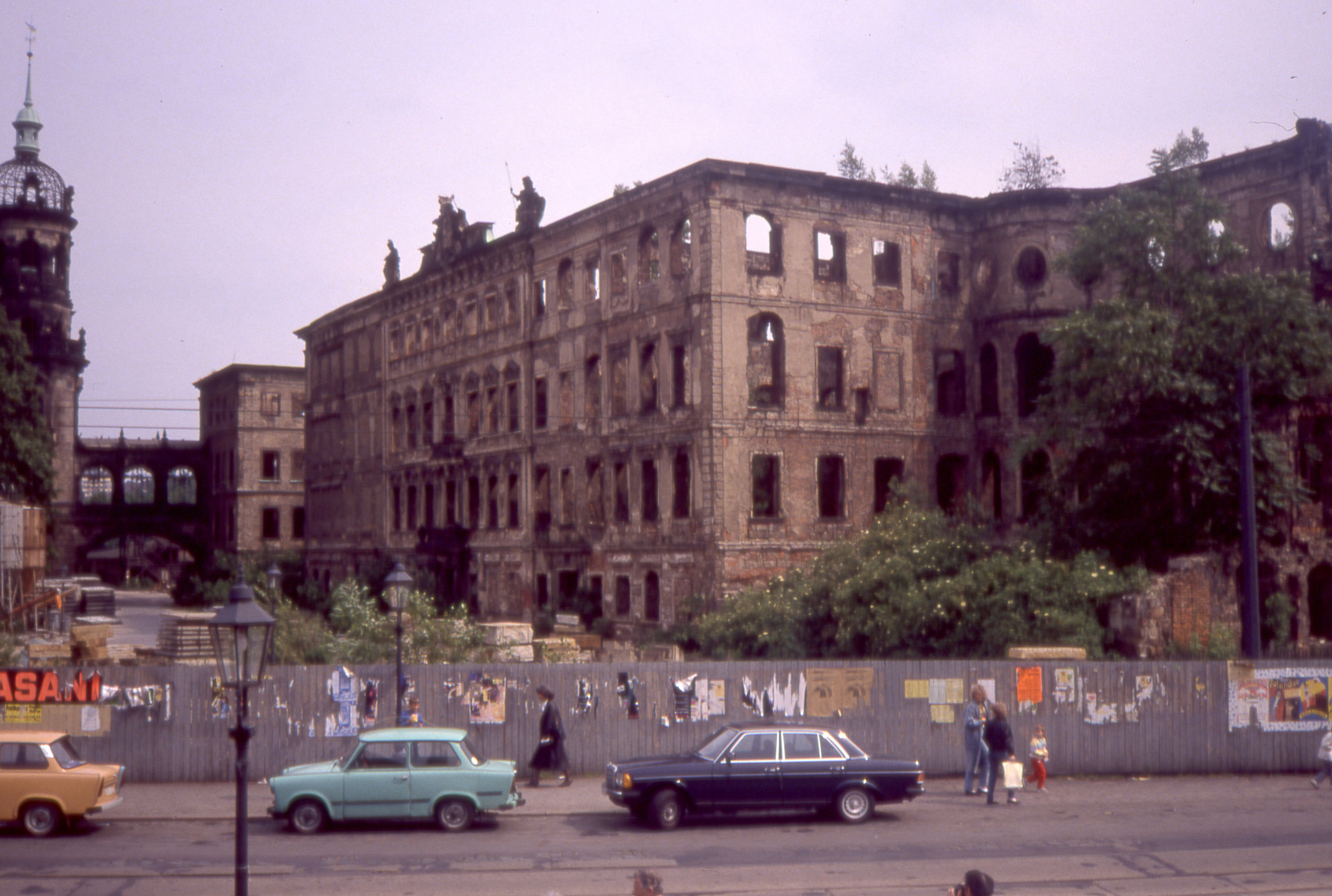
Ruiny pałacu w 1990 roku

Pałac Taschenberg został prawie całkowicie zniszczony 13 lutego 1945 roku podczas bombardowania Drezna. Później, przez 47 lat, budynek pozostawał w praktycznie niezmienionym stanie ruiny. 6 listopada 1992 roku odbyła się specjalna ceremonia rozpoczęcia odbudowy pałacu, z kolei po przeprowadzeniu prac związanych z zabezpieczeniem historycznych murów budynku, w tym sklepień piwnicznych i fundamentów, 30 czerwca 1993 roku położono kamień węgielny. Rekonstrukcję gmachu realizowano w sposób wierny, w oparciu o plany Matthäusa Daniela Pöppelmanna; wykonano przy tym nieobecne w tych planach takie elementy, jak wysoki dach mansardowy i ozdoba szczytowa. Odbudowany przez firmę Kempinski z przeznaczeniem na luksusowy hotel pałac został oficjalnie otwarty 31 marca 1995 roku. Koszty związane z odbudową wyniosły około 240 milionów marek. Pałac uległ zalaniu podczas powodzi w 2002 roku, co wymagało trwających rok prac renowacyjnych.

## Hotel

### Działalność

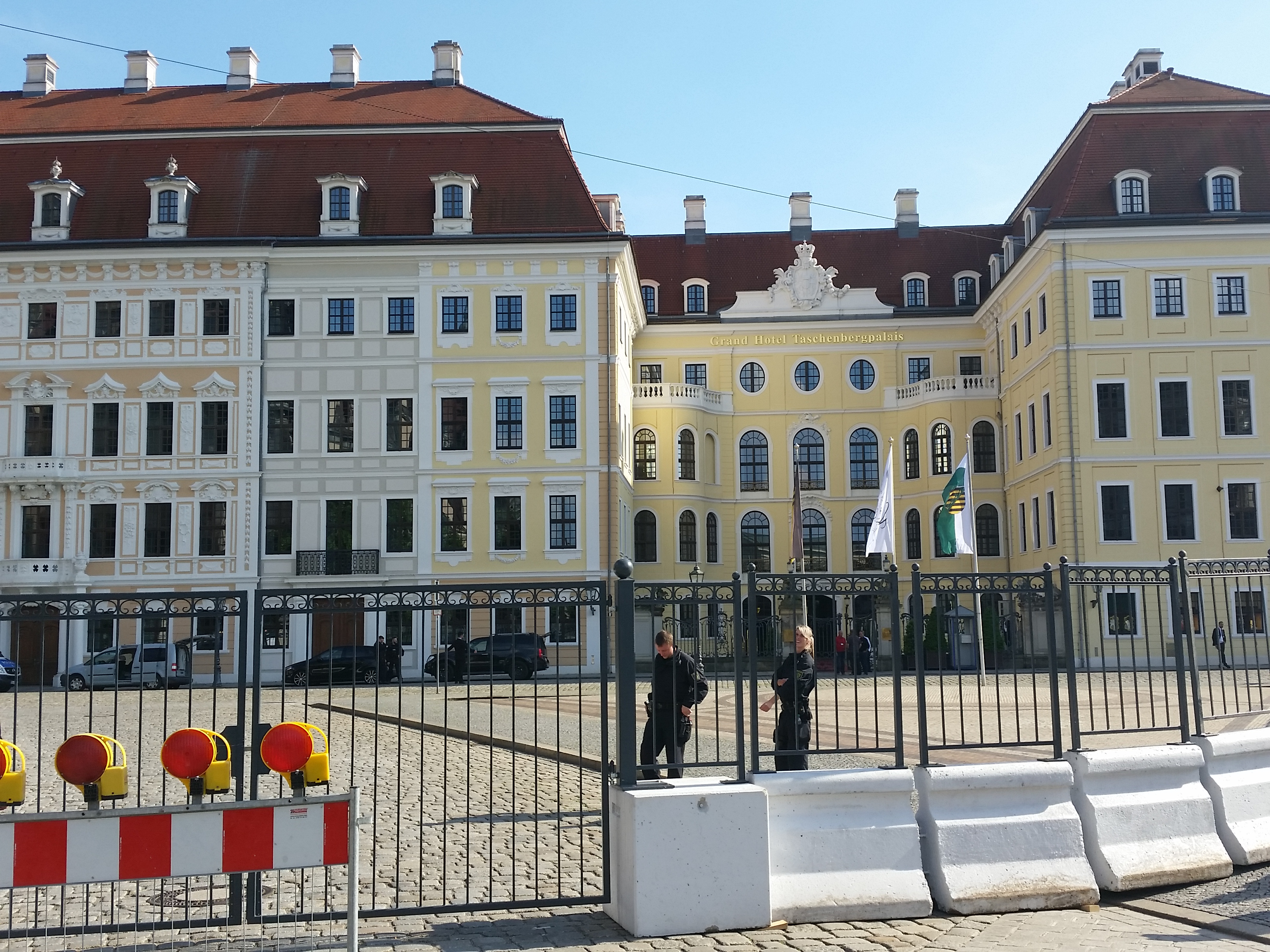
Pałac podczas konferencji Grupy Bilderberg w 2016 roku

Hotel Taschenbergpalais Kempinski Dresden, mający standard 5-gwiazdkowy, jest obiektem łączącym tradycję i nowoczesność, na co wpływa położenie w pobliżu takich zabytków, jak Zwinger, zamek drezdeński i Semperoper, z czym wiąże się z kolei obecność turystów z całego świata. Hotel należał do prestiżowego zrzeszenia The Leading Hotels of the World, jednak w 2009 roku został z niego usunięty z powodu konfliktu pomiędzy jego właścicielami. Od momentu otwarcia obiekt, będący pierwszym 5-gwiazdkowym hotelem w Saksonii, przyjął około 1,2 miliona gości; wśród nich znajdowały się również głowy państw i szefowie rządów, m.in. prezydent Francji Jacques Chirac, amerykańska sekretarz stanu Madeleine Albright i przewodniczący Chińskiej Republiki Ludowej Xi Jinping, a także członkowie rodzin królewskich: królowa Danii Małgorzata II, królowa Holandii Beatrycze, królowa Szwecji Sylwia, książę Kentu Edward oraz tajska księżniczka Maha Chakri Sirindhorn. W hotelu zatrzymywały się również osobistości ze świata sztuki i kultury, m.in. Elton John, Günter Grass, Herbert Grönemeyer, Lang Lang, Otto Waalkes, Thomas Gottschalk i Tom Hanks. W przypadku ekskluzywnych wizyt istnieje możliwość zarezerwowania całego hotelu. Stało się tak w 2006 roku z okazji wizyty prezydenta Rosji, Władimira Putina, oraz w 2009 roku podczas wizyty prezydenta Stanów Zjednoczonych, Baracka Obamy. W dniach 9–12 czerwca 2016 roku w hotelu odbyła się konferencja Grupy Bilderberg.

### Oferta
W hotelu znajduje się 213 pokoi i 31 apartamentów. Wśród nich wyróżnia się mający 360 m² powierzchni apartament książęcy (niem. Kronprinzensuite), posiadający cztery sypialnie i salon. Każdy z pokoi jest wyposażony w klimatyzację, WiFi oraz telewizor z dostępem do kanałów satelitarnych. We wszystkich znajduje się też minibar, część wypoczynkowa i nowoczesna łazienka. Do dyspozycji gości jest również spa, które oferuje saunę, siłownię i bar dla osób dbających o zdrowie. W hotelu znajduje się także kawiarnia Vestibül-Café, restauracje Intermezzo i Palais Bistro oraz bar Karl May, który został uhonorowany tytułem Bar of the Year 2013, a także otrzymał nagrodę Glenfiddich Award for Bar Culture w 2014 roku. Hotel mieści również 10 sal konferencyjnych oraz dziedziniec o powierzchni 800 m², co jest dużym udogodnieniem dla ludzi odbywających wizyty służbowe.